# Kalijev karbonat
Kalijev karbonat (također i potaša, od njem. Pottasche : Pott -lonac + Asche -pepeo, rjeđe pepeljika), K2CO3 je kalijeva sol ugljične kiseline.

## Osobine i svojstva
Dolazi u kao prozirna kristalična krutina ili bijeli higroskopni prah tališta 891 °C, lako i dobro topljiv u vodi (112.g u 100ml vode), koji daje vrlo lužnatu otopinu. Relativna gustoća na 20 °C mu je 2.29 g/cm3.
Svrstava se među prve dobivene čiste kemikalije iz prirode. Od 1500-ih godina, do početka 20. stoljeća bila je jedna od najvažnijih industrijskih kemikalija.

## Dobivanje
Nekad se pripravljala/o ispiranjem drvnoga pepela vodom i isparavanjem otopine do suhoga.
Danas se dobiva uvođenjem ugljikova dioksida u kalijevu lužinu (otopinu kalijeva hidroksida) ili pak elektrolizom nekih kalijevih soli

## Upotreba
Rabi se u velikim količinama u proizvodnji stakla, pripravi drugih kalijevih soli, sapuna, za apsorpciju CO2, u industriji keramike i fotografije, te za produkciju sredstava za pranje.